# Dioklecijanove terme
Dioklecijanove terme (latinsko Thermae Diocletiani, italijansko Terme di Diocleziano) so bile javno kopališče v starem Rimu, v današnji Italiji. Ime so dobile po cesarju Dioklecijanu in so bile zgrajeme od leta 298 do 306. Projekt je prvotno naročil Maksimijan po vrnitvi v Rim jeseni 298, nadaljeval pa se je po njegovi in Dioklecijanovi abdikaciji pod Konstancijem, očetu Konstantina I.

## Lega
Terme se razprostirajo na severovzhodnem vrhu Viminala, najmanjšega od sedmih rimskih gričev, tik znotraj Aggerja na Servijevega zidu. Služile so kot kopališče za ljudi, ki so prebivali v četrtih Viminal, Kvirinal in Eskvilin. Quadrigae Pisonis, spomenik iz 2. stoletja z različnimi reliefi, nekaterimi zasebnimi hišami in reliefom, ki je predstavljal Kvirinov tempelj, je nekoč stala na tem mestu, vendar so bili porušeni za izgradnjo term. Oskrbo z vodo je zagotovil akvadukt Aqua Marcia, ki je že od zgodnjega 2. stoletja služil mestu Rimu. Za pravilno oskrbo term je bila voda, ki jo je dobilo mesto, povečana po Dioklecijanovem ukazu. Terme je morda polnil tudi Aqua Antoniniana, ki je bil prvotno narejen za oskrbo Karakalovih term v začetku 3. stoletja.

## Zgodovina
Kopališče je naročil Maksimijan v čast so-cesarju Dioklecijanu leta 298, istega leta ko se je vrnil iz Afrike. O tem lahko razberemo iz opeke iz glavnega območja term, ki jasno kažejo znamke Dioklecijanovega obdobja. Po starodavnem vodniku Mirabilia Urbis Romae so bile znane kot »Palatium Diocletiani«. Ti dokazi kažejo na učinek množičnega projekta na industrijo opeke, da je bilo njihovo delo preusmerjeno in pod nadzorom cesarja. Gradnja je potekala med letom, ko je bilo prvič naročeno in končano nekje med abdikcijo Dioklecijana leta 305 in smrtjo Konstancija Klora julija 306.
V začetku 5. stoletja so kopališče obnovili. Uporabljali so ga vse do obleganja Rima leta 537, ko je ostrogotski kralj Vitiges uničil akvadukte. Leta 1560 je papež Pij IV. na ostankih naročil gradnjo bazilike Santa Maria degli Angeli e dei Martiri, v spomin na krščanske mučenike, ki so po legendi umrli med kopanjem term. Na to je bila pritrjena kartuzijanska kartuzija. Michelangelu so naročili, naj oblikuje cerkev in je uporabil tako frigidarijske kot tipidarijske strukture. Načrtoval je tudi glavni križni hodnik kapiteljske hiše. Ob prezbiteriju cerkve je bil zgrajen majhen križni hodnik, ki je zasedel del območja, kjer so bile kopališke natatio. Po letu 1575, ki se je začelo pod papežem Gregorjem XIII., je bilo nekaj preostalih dvoran kopališča spremenjenih v skladišča za žito in olje za mesto Rim.
Ko je Rim postal del Kraljevine Italije, je bil njegov sedež premaknjen v mesto. Leta 1884 so kartuzijani zapustili kapitelj in območje okrog term se je bistveno spremenilo. Zgrajena je bila postaja Roma Termini, na območje se je preselilo Ministrstvo za gospodarstvo, zgrajeni pa so bili Grand Hotel in Palazzo Massimo. Gaetano Koch je oblikoval trg nasproti Piazzi dell'Esedra (zdaj Piazza della Republica), ki je uničila del prvotne eksedre. Via Cernaia je od zahodne stene odrezala zahodno gimnazijo (slednji so zdaj v Via Parigi). Leta 1889 je italijanska vlada ustanovila Museo Nazionale Romano v termah in kapitlju.

## Opis
Eden od štirih napisov okoli glavnega vhoda v Dioklecijanove terme se glasi: »Naša gospoda Dioklecijan in Maksimijan, starejši in nepremagljivi Avgust, očetje cesarjev in cezarjev, naši gospodje Konstanci, Maksimijan, Sever in Maksimum, najplemenitejši Cezarji, posvečeno ljubljenim Rimljanom, so to primerne Dioklecijanove terme, ki jih je božanski Maksimin po vrnitvi iz Afrike naročil, da se zgradijo in posvetil v imenu svojega brata Dioklecijana, ki je kupil prostore, potrebne za tako obsežno in izjemno delo in opremo z najbolj razkošno prefinjenostjo «. Čeprav so danes ohranjeni samo fragmenti napisa, je popoln prepis napisal romar iz 8. ali 9. stoletja in se je ohranil v samostanu Einsiedeln v Švici.
Ograjen prostor kopališčnega kompleksa je obsegal 130.000 kvadratnih metrov okrožja in sicer približno enake velikosti kot Karakalove terme. Glavni vhod je bil na severovzhodu. Na jugozahodu je bila velika eksedra (zdaj še vidna kot obris Piazze della Repubblica). Eksedro sta spremljali dve veliki zgradbi, verjetno knjižnici. Te so bile povezane s krožnimi dvoranami: ena od njih je zdaj cerkev San Bernardo, druga je vidna na začetku Via del Viminale. Osrednji blok term je imel 280 krat 160 metrov.
Osrednji blok je bil sestavljen iz frigidarija, tepidarija in caldarija vzdolž ene osi, druge dvorane pa so bile simetrično razporejene okoli njih. Ob frigidariju sta bili dve gimnaziji na prostem (ostanki zahodne so dostopni na Via Cernaia). Dve osmerokotni dvorani sta obkrožili caldarij.
Kljub podobni velikosti naj bi bila zmogljivost Dioklecijanovih term precej večja kot Karakalovih. To bi lahko bilo zato, ker so bili vhod in sobe večji kot predhodnik v velikosti blokov, kar je omogočilo več prostora in funkcionalnosti. Po podatkih organizacije Olympiodorus je lahko terme obiskalo do 3000 ljudi naenkrat. Vendar je ta trditev sporna, ker Olympiodorus ni nikoli opisal, kako je izračunal to številko.

### Frigidarium
Beseda frigidarium izvira iz latinske besede frigeo, kar pomeni 'biti hladen'. Poudarek prostora in sosednjih sob je pokazal povečano priljubljenost hladnih term v začetku 4. stoletja v primerjavi z vročimi termami. To bi lahko bilo tudi posledica izčrpavanja okoliških gozdov, kar je povzročilo pomanjkanje goriva. Frigidarium ali cela frigidaria je sestavljal bazen in številne manjše terme, povezane z glavnim prostorom. Voda, ki je vstopala v prostor, bi prihajala iz cevi ali cisterne in bi izstopala skozi odtok v bazenu. Za vodo iz bazena so mislili, da je bila ponovno uporabljena za izpiranje latrin v kompleksu. Frigidarij bi se uporabljal predvsem kot bazen ali hladna vodna kopel, odvisno od časa. Običajno bi se šlo v frigidarij po uporabi vroče kopeli ali po vadbi v palestri. Ugotovili so, da je bila velikost sobe uporabljena tudi kot družabni prostor. To idejo podpira prisotnost kipov in izpopolnjenih niš ob stenah. Na vsakem koncu frigidarija sta velika plitva bazena, ki sta bila narejena za kopanje na prostem.

### Caldarium
Beseda caldarium izvira iz latinske besede caleo, kar pomeni 'biti vroč'. Namen kaldarija je bil, da je bil glavna soba za kopanje v termah. Soba je bila uporabljena za kopel v vroči vodi ali za savne ali parne sobe. Prostor se je lahko uporabljal tudi za oljenje pred ali po kopanju, v večini primerov pa je bil ta premaknjen v ločeno sobo izven kaldarija.
Caldarium ali cela caldaria je imel pravokotno obliko, v bližini katerega je bilo veliko osmerokotnih prostorov. Zdi se, da se je območje v svoji prvotni zasnovi povezovalo s starejšimi kopališči Nerona in Tita. Kar je ločilo ta kaldarij, je bil samo obseg prostora v primerjavi s predhodniki. Nadaljeval je tematsko podobo bazilike iz frigidarija s križno obokanim sredinskim obokom in tremi projiciranimi apsidami. Te arhitekturne tehnike so ustvarile občutek bolj odprtega prostora za pokrovitelja. Prevleke, znane tudi kot apodyteria, so bile na obeh straneh kaldarija. Ob straneh so bile zasebne sobe, za katere se domneva, da so imele več funkcij, vključno z zasebnimi kopalnicami, za branje pesmi, retoriko, itd. in kot predavalnice in čitalnice.

### Prisotnost knjižnic
Pravokotne dvorane, povezane s polkrogom naj bi bile knjižnice, zaradi njihove podobnosti s tistimi v Karakalovih termah. Zgodovinarji so, da bi podprli to teorijo, dokazali, da so te dvorane s svojimi nišami lahko vsebovale hišne knjige. Sklicevanje na prisotnost knjižnic v Dioklecijanovih termah potrjuje in nasprotuje samim sebi, kot je primer avtorja Probusovega življenja. V njem omenja, da je del Bibliotheca Ulpia, ki je na voljo v Trajanovem forumu, v termah; izjavo, ki ji kasneje nasprotuje, ko se pozneje sklicuje na Bibliotheca Ulpia. Vendar pa ob prisotnosti podobnih sob, ki kažejo, da so bile knjižnice v Karakalovih in Trajanovih termah, ni teoretično, da so Dioklecijanove terme vsebovale knjižnico.

### Arhitekturni slog
Znotraj frigidarija so nekateri uporabili zunanje opore za križne oboke kot prvi primer znanstvenega sistema potisnih in nasprotnih sil v arhitekturi. Kar zadeva kopeli kot celoto, je bila opisana kot prebujanje imperialnega sloga ali 'klasične' podobe, ki je slog 'manipulacije prostora'. [8] Za manipulacijo prostora v tem slogu so bile oblike zgradbe preproste in dajejo vtis ogromne količine odprtega prostora. Graditelji term so uporabili različne tehnike za ustvarjanje tega učinka. Zunanje stene kopeli so bile okrašene s štukaturo, da bi ustvarile vtis kamna. Ta tehnika je bila precej pogosta v zgradbah, ki so bile zgrajene v imperialnem slogu rimske arhitekture, npr. v Maksencijevi bazili in delih Sesorijevega mostu. Notranji deli term so bili podprti z obokanimi stropi in loki za ustvarjanje ukrivljenih linij. Struktura strehe je tipičen primer klasičnega oblikovanja. Arhitekti so uporabili poševne oblike za pokrivanje ukrivljenih ekstrados (zunanja površina loka) obokanih dvoran.

## Zapuščina
Iz osrednje strukture so bili izpeljani načrti za Maksencijevo baziliko.
Zgradba Narodnega muzeja naravoslovne zgodovine v Washingtonu, D.C. je delno temeljila na oblikovnih elementih term, vključno s polkrožnimi okni.

## Danes
Deli zgradbe so bili spremenjeni v cerkveno ali drugo uporabo, vključno z:
- Bazilika Santa Maria degli Angeli e dei Martiri
- Cerkev San Bernardo alle Terme
- oddelki Nacionalnega rimskega muzeja

Del je bil dolga leta, ki se je začel leta 1870, atelje kiparja Mosesa Jakoba Ezekiela
Osmerokotna dvorana je služila kot planetarij od leta 1928 do 1980. 
Muzej je v tako imenovanem »Michelangelovem križnem hodniku« in drugih zgradbah, ki so bile del kartuzijanskega samostana in več dvoran južno od vzhodne palestre. Nekdanji glavni vhod muzeja povezuje zunanji vrt iz 16. stoletja okoli velikega Kraterja, ki se je uporabljal kot vodnjak v križnem hodniku. Epigrafski muzej je v sodobnih prostorih. Prazgodovinski eksponati so v prvem nadstropju kolonad križnega hodnika. Sam samostan razstavlja številna kiparska dela.
Ostali ostanki terme so vidni na več ulicah.
Cerkev San Bernardo alle Terme uporablja eno od samo dveh okroglih stavb v pravokotnem ograjenem prostoru term, ki obkroža jugozahodno steno. Med tema dvema strukturama je obstajala velika eksedra kot del iste stene. Zdaj jo zaseda Piazza della Repubblica.